# Левыкина, Надежда Александровна
Надежда Александровна Левыкина (в девичестве Харченко, родилась 27 марта 1987 года) — российская футболистка, полузащитница. Выступала за сборную России.

## Биография
В начале взрослой карьеры выступала в высшем дивизионе за ЦСК ВВС (Самара, в дебютном сезоне провела 6 матчей) и подмосковные «Россиянку» и «Приалит».
В 2007 году вернулась в «Россиянку», где провела следующие пять сезонов. Становилась чемпионкой России (2005, 2010), серебряным призёром чемпионата (2007, 2008, 2009), обладательницей Кубка России (2005, 2008, 2009). В ходе сезона 2011/12 перешла в «Зоркий», по итогам сезона клуб стал серебряным призёром чемпионата. Однако в составе клуба из Красногорска футболистка не закрепилась, сыграв за 4 неполных сезона только 24 матча, большую часть из них после выходов на замену. В 2014 году со своим клубом снова завоевала серебряные награды.
В составе молодёжной (до 19 лет) сборной России становилась чемпионкой (2005) и бронзовым призёром (2004, 2006) молодёжного чемпионата Европы. Принимала участие в финальных турнирах молодёжного чемпионата мира (2004, 2006).
В национальной сборной России дебютировала 16 июня 2007 года в матче против Польши, проведя на поле первые 72 минуты. Свой первый гол забила 27 сентября 2008 года, также в ворота Польши. Всего за карьеру в 2007—2011 годах сыграла 8 матчей за сборную, в которых забила один гол. Участница финального турнира чемпионата Европы 2009 года, на котором вышла на поле в одном матче. В 2009 году выступала за сборную России на Универсиаде в Белграде, где россиянки заняли пятое место.
По окончании сезона 2014 года завершила профессиональную карьеру. Позднее выступала в любительских соревнованиях по футболу и мини-футболу, в том числе за «Торпедо-МАМИ» в чемпионате Москвы.

## Достижения
- Чемпионка Европы по футболу среди девушек до 19 лет (2005)
- Чемпионка России (2005, 2010)
- Обладательница Кубка России (2005, 2008, 2009)